# Compsobuthus egyptiensis
Espèce
Compsobuthus egyptiensis est une espèce de scorpions de la famille des Buthidae.

## Distribution
Cette espèce est endémique d'Égypte. Elle se rencontre vers Siwa.

## Description
Le mâle holotype mesure 31,0 mm.

## Étymologie
Son nom d'espèce, composé de egypt(i) et du suffixe latin -ensis, « qui vit dans, qui habite », lui a été donné en référence au lieu de sa découverte, l'Égypte.

## Publication originale
- Lourenço, Sun & Zhu, 2009 : « About some Compsobuthus Vachon, 1949 from Africa and the middle east with the description of a new species (Scorpiones, Buthidae). » Boletín de la Sociedad Entomológica Aragonesa, no 45, p. 53−58 (texte intégral).